# Prosieben
Prosieben, stiliserat som ProSieben, är en tysk privat TV-kanal som startade den 1 januari 1989. Den hade en föregångare i Eureka TV som sände 1987-1988. Prosiebens programutbud består till stora delar av spelfilmer och TV-serier. Kanalen ingår sedan 2000 i Prosiebensat.1 Media.